# Gonzalo Nárdiz
Gonzalo Nárdiz Bengoechea (Bermeo, 25 de noviembre de 1905 - Bilbao, 25 de octubre de 2003) fue un político español, de ideología nacionalista vasca que llegó a ser Consejero de Agricultura en el Gobierno de Euzkadi durante la Segunda República.

## Biografía
Militante de Acción Nacionalista Vasca desde su fundación, fue concejal de Bermeo y Consejero de Agricultura del primer gobierno autonómico vasco constituido el 7 de octubre de 1936. Durante la Guerra Civil fue Comisario de Abastos y Armamento. Se exilió en Francia, aunque pasó un tiempo en México. Hasta 1979, cuando se forma el Gobierno Vasco después de la transición política posterior al franquismo, mantuvo su puesto de consejero en el exilio (como consejero de Agricultura hasta 1952, sin cartera desde entonces).
En recuerdo a su trayectoria al frente de la Consejería, se estableció por el Gobierno Vasco los Premios Gonzalo Nárdiz de etología.